# Marc Papillon de Lasphrise
Marc Papillon de Lasphrise (* 1555 in Nazelles-Négron; † 11. Januar 1598) war ein französischer Dichter des Barock.

## Leben und Werk
Marc Papillon de Lasphrise wurde 1555 in Vaubrault (heute Weiler in Nazelles-Négron, nordwestlich Amboise) geboren. Ab dem Alter von 14 Jahren kämpfte er als Soldat auf der Seite der Katholiken gegen die Reformierten in den französischen Religionskriegen, aber auch auf Galeeren gegen die Türken. 1589 zog er sich zur Pflege seiner Verwundungen auf seine Güter zurück und widmete sich der erotischen Lyrik, die 1597 und 1599 erschien. Die Liebe zu Théophile (Theophila) war unglücklich und unerfüllt, weil die Angebetete schließlich ins Kloster ging. Ganz anders die Liebe zu der verheirateten Noémie. Hier schwelgen die Liebenden in Seligkeit.  Nach dem Urteil von Winfried Engler „sichern ihm der Elan und das sinnliche Feuer seiner Liebeslyrik einen bedeutenden Rang“.  Seine erotischen Rätsel (énigmes) täuschen einen anstößigen Inhalt vor, der dann völlig harmlos interpretiert wird. In Nazelles-Négron trägt eine Straße seinen Namen.

## Werke (moderne Ausgaben)
- La Nouvelle tragicomique. In: Comédies du seizième siècle. Hrsg. Enea Balmas. Viscontea, Mailand 1969.
- Les amours de Théophile et L’amour passionnée de Noémie. Hrsg. Margo M. Callaghan. Droz, Genf 1979. (kritische Ausgabe)
- Diverses poésies. Hrsg. Nerina Clerici Balmas. Droz, Genf 1988.
- Les énigmes licencieuses du Capitaine Marc Papillon de Lasphrise. Collages de Claude Ballaré. Préliminaire de Cyprienne Pineaubecq. Éd. Finitude, Bordeaux 2008.
- Enigmes. Absalon, Nancy 2008.